# Giuseppe Ferrara (architetto)

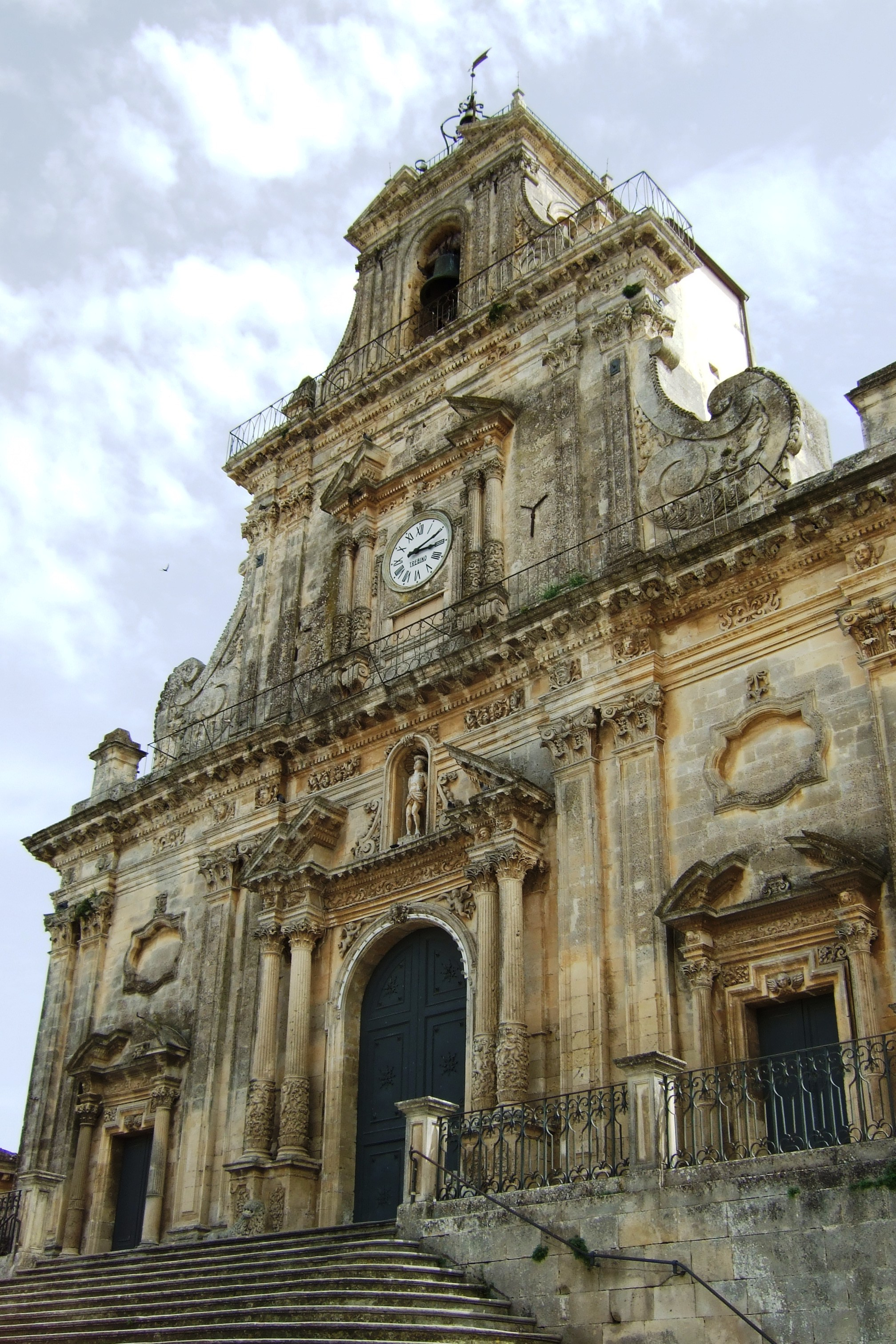
Basilica di San Sebastiano di Palazzolo Acreide.

Giuseppe Ferrara (Calabria, 1660 – 1743 (1746 (?))) è stato un architetto italiano.

## Biografia
Capomastro, intagliatore e scultore di provenienza calabrese, trapiantato a Palazzolo Acreide. L'artista ebbe un importante ruolo nella progettazione di diversi monumenti palazzolesi e della Val di Noto, ricostruiti dopo il terremoto del 1693.

## Opere

### Palazzolo Acreide
- 1700, Attività di ripristino pilastri del basilica di San Paolo.
- 1721 - 1722, Progettazione e direzione lavori, attività presso la chiesa di San Michele.
- 1721, Cappella del Crocifisso, disegno, progettazione e direzione lavori dell'ambiente presso la basilica di San Sebastiano.
- XVIII secolo, Restauri, attività di ricostruzione svolte presso il Palazzo Judica Caruso.
- XVIII secolo, Progetto, disegno del prospetto, attività presso la chiesa di Maria Santissima Annunziata.

### Altre località
- 1705, Attività di progettazione per la chiesa Sant'Antonio Abate di Buccheri.
- 1724, Prospetto, disegno, attività presso il santuario di Santa Maria della Stella di Militello in Val di Catania.
- 1744, conduzione dei lavori di completamento dell'edificazione del Duomo di Santa Maria della Neve di Mazzarino, già progettato da Angelo Italia.
- XVIII secolo, Prospetto, disegno, attività presso la chiesa della Santissima Annunziata di Forza d'Agrò.
- XVIII secolo, Prospetto, attività di conduzione lavori per progetto commissionato all'architetto palermitano Andrea Palma coadiuvato dai maestri Giovan Battista Alminara e Pompeo Picherali per la definizione del prospetto della cattedrale della Natività di Maria Santissima di Siracusa.

## Galleria d'immagini

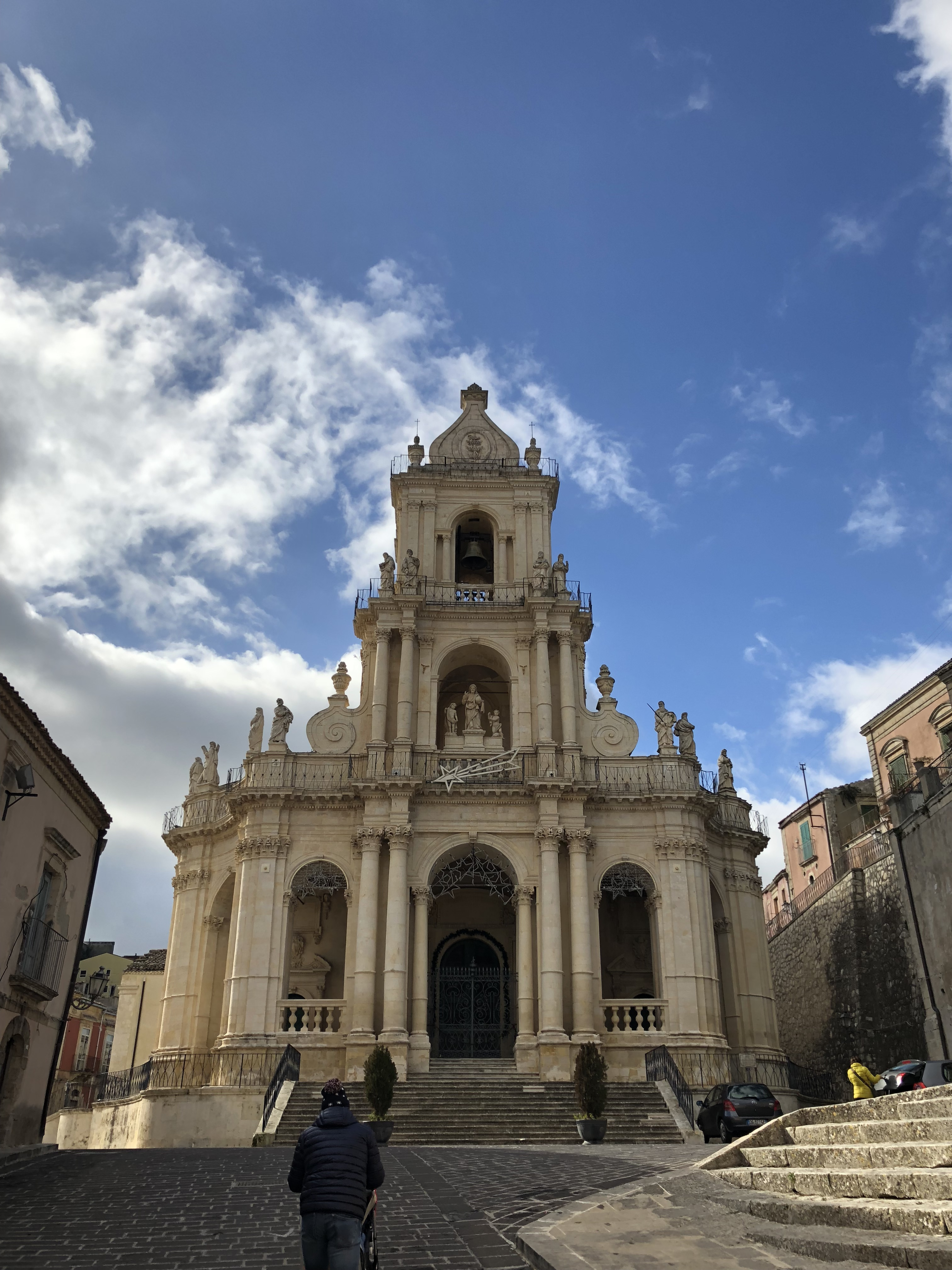
Basilica di San Paolo di Palazzolo Acreide
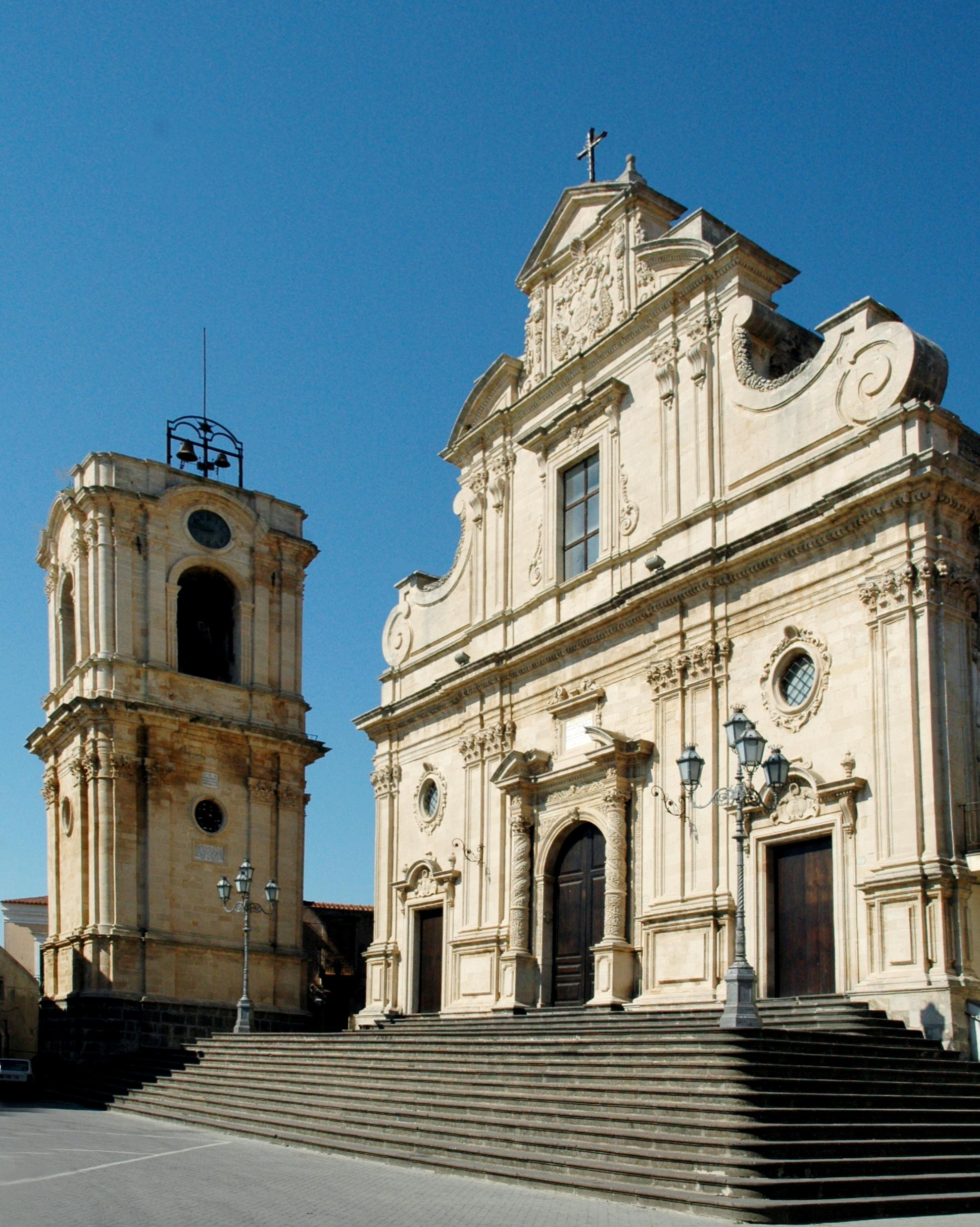
Santuario di Santa Maria della Stella di Militello in Val di Catania
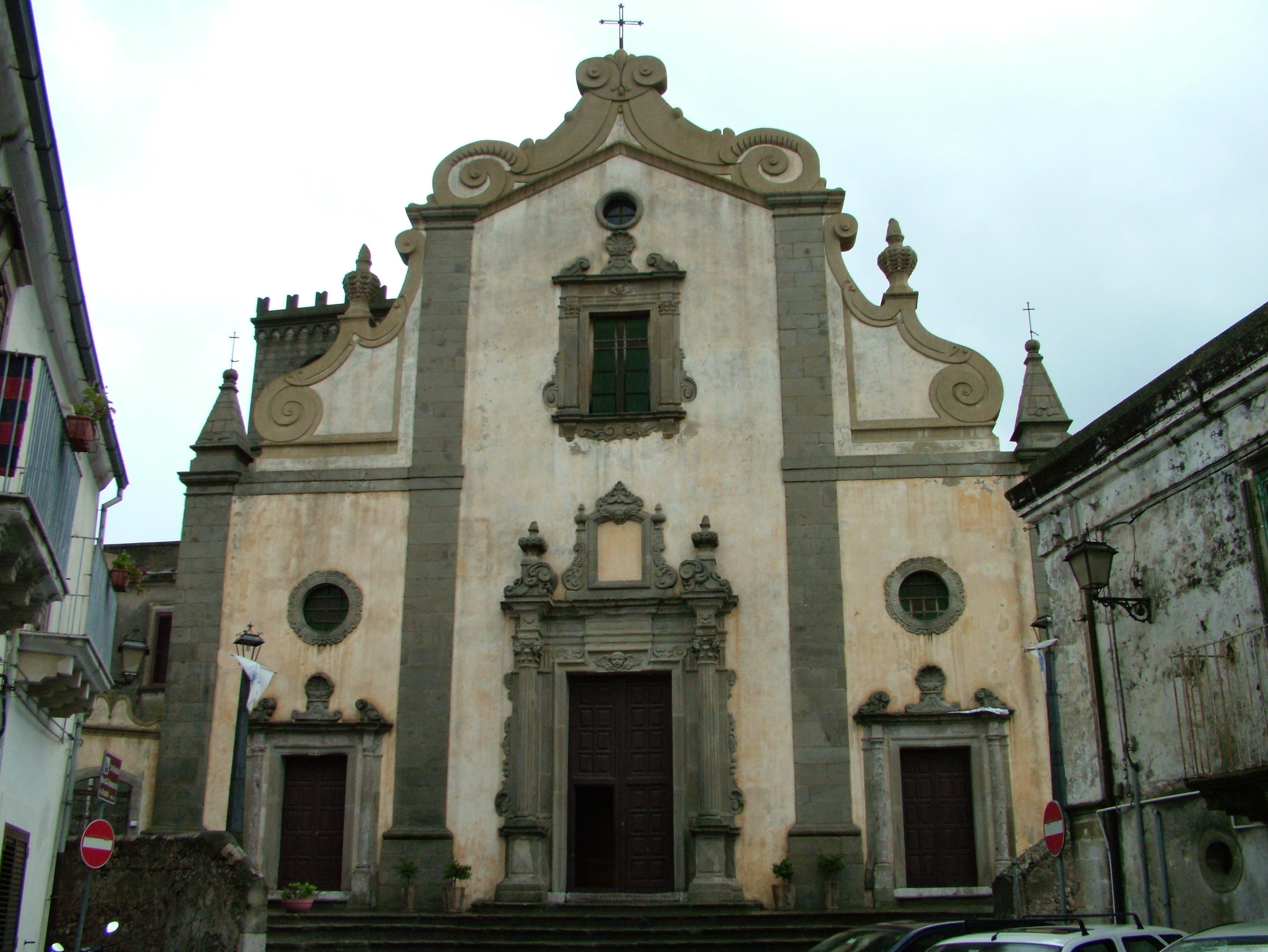
Chiesa della Santissima Annunziata di Forza d'Agrò
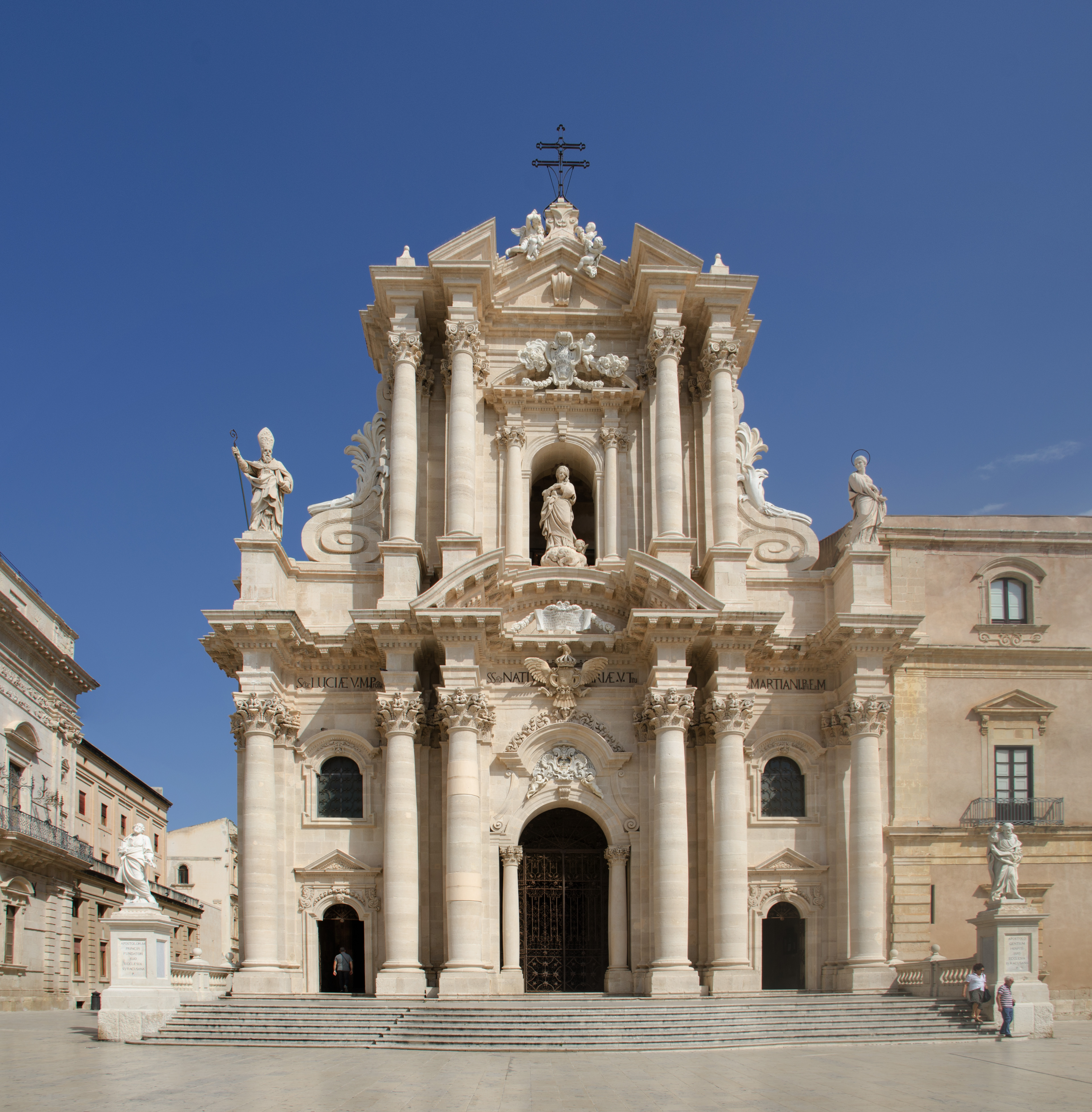
cattedrale della Natività di Maria Santissima di Siracusa
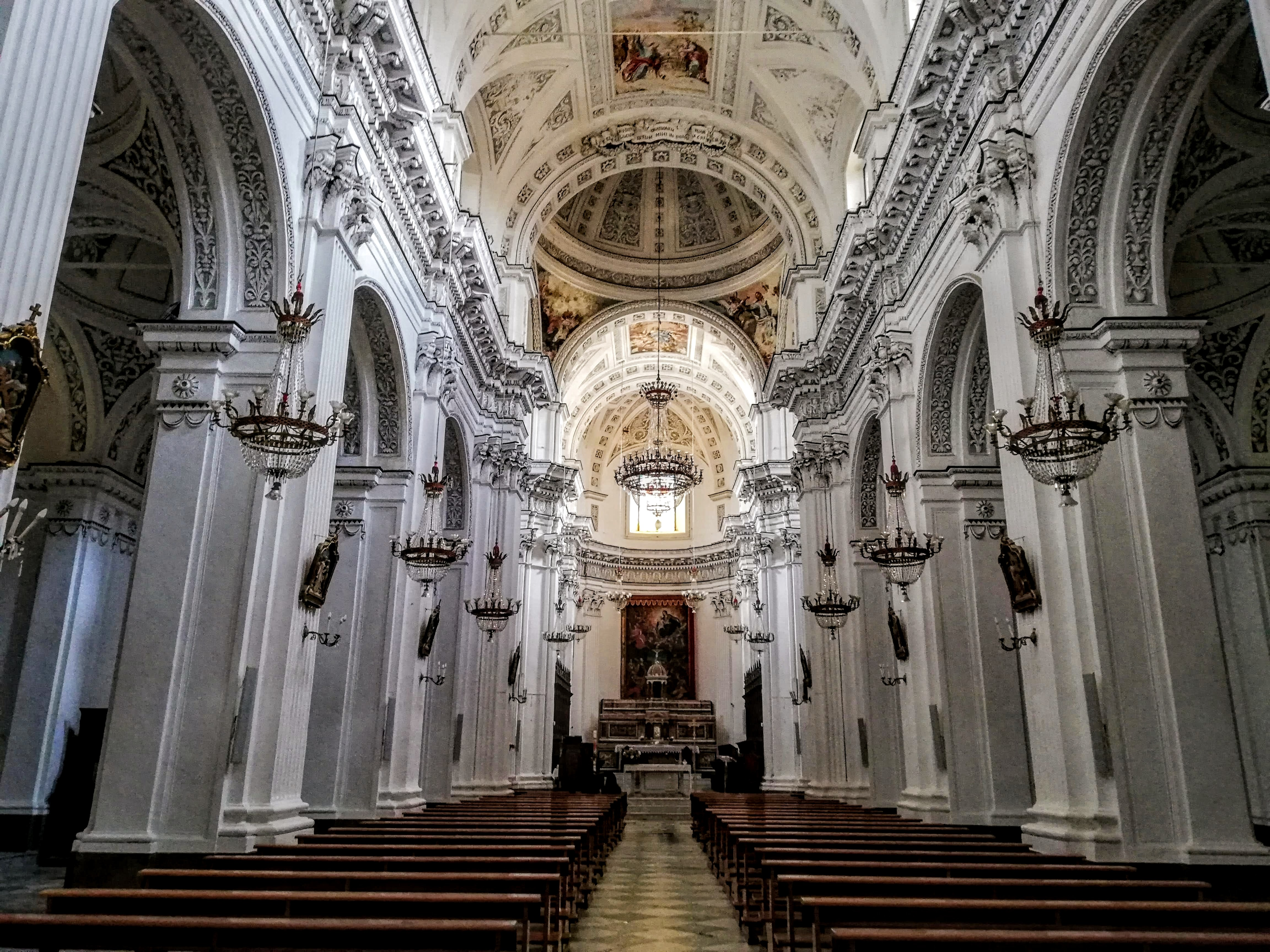
interno del Duomo di Santa Maria della Neve di Mazzarino
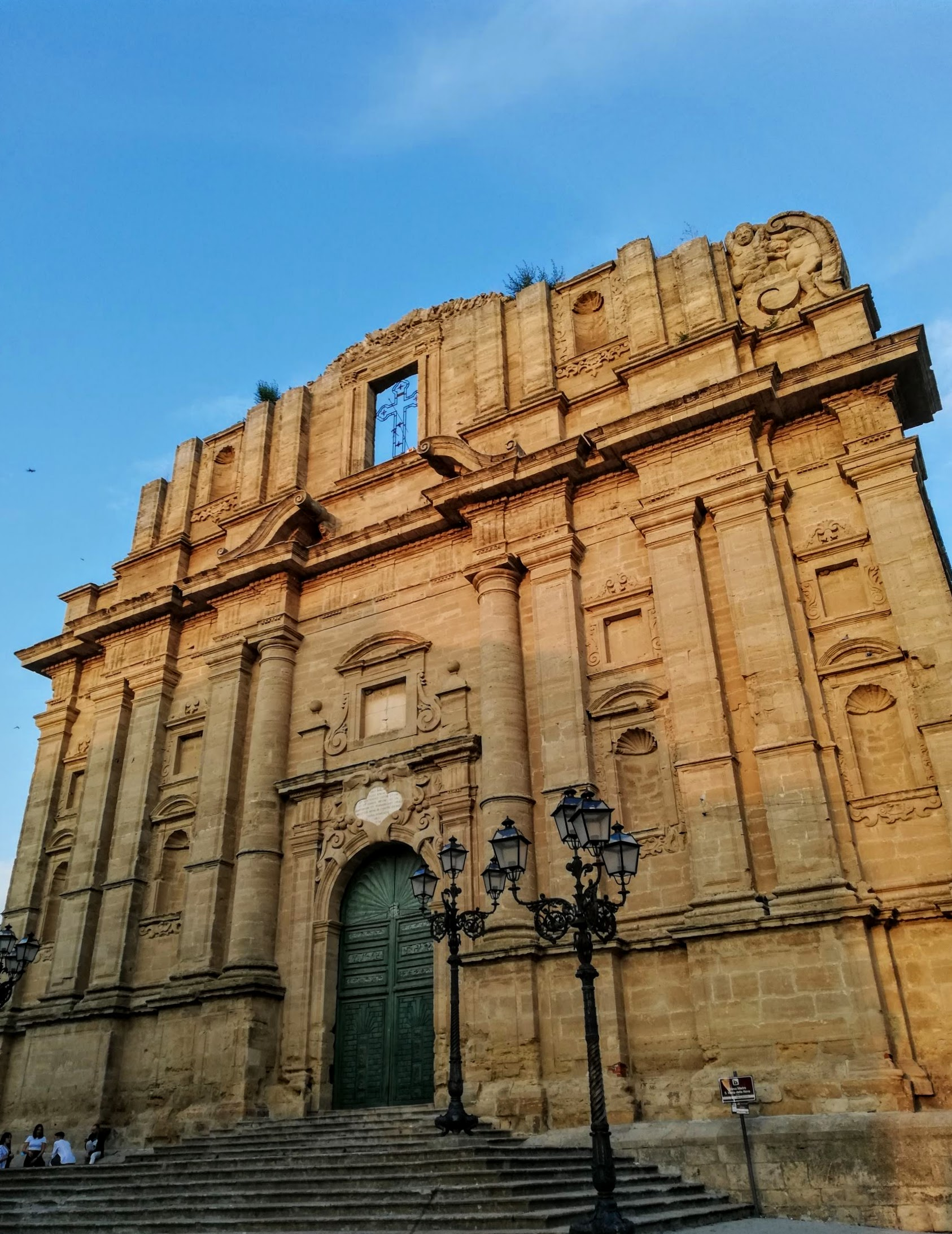
Duomo di Santa Maria della Neve di Mazzarino